# Antti Raita
Anders August "Antti" Raita (15 de novembro de 1883 — setembro de 1968) foi um ciclista olímpico finlandês. Representou sua nação em dois eventos nos Jogos Olímpicos de Verão de 1912.